# Macroderes spectabilis
Macroderes spectabilis är en skalbaggsart som beskrevs av Louis Albert Péringuey 1901. Macroderes spectabilis ingår i släktet Macroderes och familjen bladhorningar. Inga underarter finns listade i Catalogue of Life.